# Rhynchospora roraimae
Rhynchospora roraimae är en halvgräsart som beskrevs av Georg Kükenthal. Rhynchospora roraimae ingår i släktet småag, och familjen halvgräs. Inga underarter finns listade i Catalogue of Life.